# География Габона

рельеф Габона

Габон расположен на западе Центральной Африки. На востоке и юге граничит с Республикой Конго (длина границы 1 903 км), на севере — с Камеруном (298 км), на северо-западе — с Экваториальной Гвинеей (350 км), на западе страна выходит к водам Гвинейского залива Атлантического океана.
Общая протяженность границы 2 551 км, длина береговой линии — 885 км. Береговую линию страны на две части разделяет мыс Лопес. К югу от него берега прямолинейные, плоские, с мелководными лагунами. К северу от мыса береговая линия имеет более сложные очертания, здесь расположены удобные бухты — эстуарии рек.
Общая площадь Габона 267 667 км² Из неё на водную поверхность приходится 10 000 км² (3,7 % от общей площади), а суша занимает 257 667 км². Большая часть (77 %) земельного фонда занята лесами, на пастбища приходится 18 % земель, а 2 % отведено под пашню.
Габон находится в экваториальном и субэкваториальном поясах. Благодаря жаркому и влажному климату около 80 % территории страны занимают густые вечнозеленые леса. Местность повышается с запада, где находится заболоченная приморская низменность шириной 30—200 км, на восток, где расположены плоскогорья и горные массивы.. Главная река Габона — Огове. Среди основных природных ресурсов — нефть, природный газ, уран, золото, железная руда, марганец и древесина.